# Látó-hegy
A Látó-hegy, régebbi nevén Gugger-hegy a Budai-hegységben, a Budai Tájvédelmi Körzetben, Budapest II. kerületében, Szépvölgy, Pálvölgy és Csatárka városrészek határvidékén emelkedik. A legnépszerűbb budapesti kirándulóhelyek egyike. Magassága 376 méter, csúcsától nem sokkal délkeleti irányban található az Árpád-kilátó, ahonnan hajdan nagyszerű kilátás nyílt a fővárosra, a panorámát azonban az 1980-as évek óta már számos épület rontja.

## Fekvése
A Látó-hegy a Budai-hegységen belül a Hármashatár-hegy hegytömbjének része, a főtömbtől kissé dél-délnyugatra elkülönülve helyezkedik el. Északi része Szépvölgyhöz tartozik, a déli lejtői Csatárka, a keleti lejtői Pálvölgy városrészekre futnak le. Ormainak nyugati része pedig – köztük a délnyugat felé látványosan előre ugró Apáthy-szikla – Nyék területén emelkedik.

## Az Árpád-kilátó
A korábban inkább Gugger-hegy néven emlegetett fővárosi magaslat pazar kilátást kínáló kilátóját 1929-ben építették fel. Az épülettől körülbelül 100 méterre, északnyugatra nyílik az Árpád-kilátói-zsomboly.

## Megközelítése
A Látó-hegy csúcsa a legegyszerűbben a 11-es busz Nagybányai úti végállomásától érhető el, az onnan északkelet felé kiinduló Látóhegyi úton, ahol több turistajelzés is vezet. Az Árpád-kilátó ezen túlmenően megközelíthető a Törökvész út, a Csatárka út és a Kapy utca csomópontjában lévő buszmegállók felől is, a Verecke lépcsőn és az arról leágazó turistautakon. Érinti a Látó-hegy térségét a Hűvösvölgytől Szépvölgyig tartó, az Országos Kéktúra részét is képező Glück Frigyes út is, illetve más jelzések is vezetnek erre.
Az Apáthy-szikla szintén aránylag könnyen megközelíthető az 56-os villamos és a többi hűvösvölgyi villamosjárat Nagyhíd vagy Vadaskerti út megállóhelyeitől is.

## Galéria

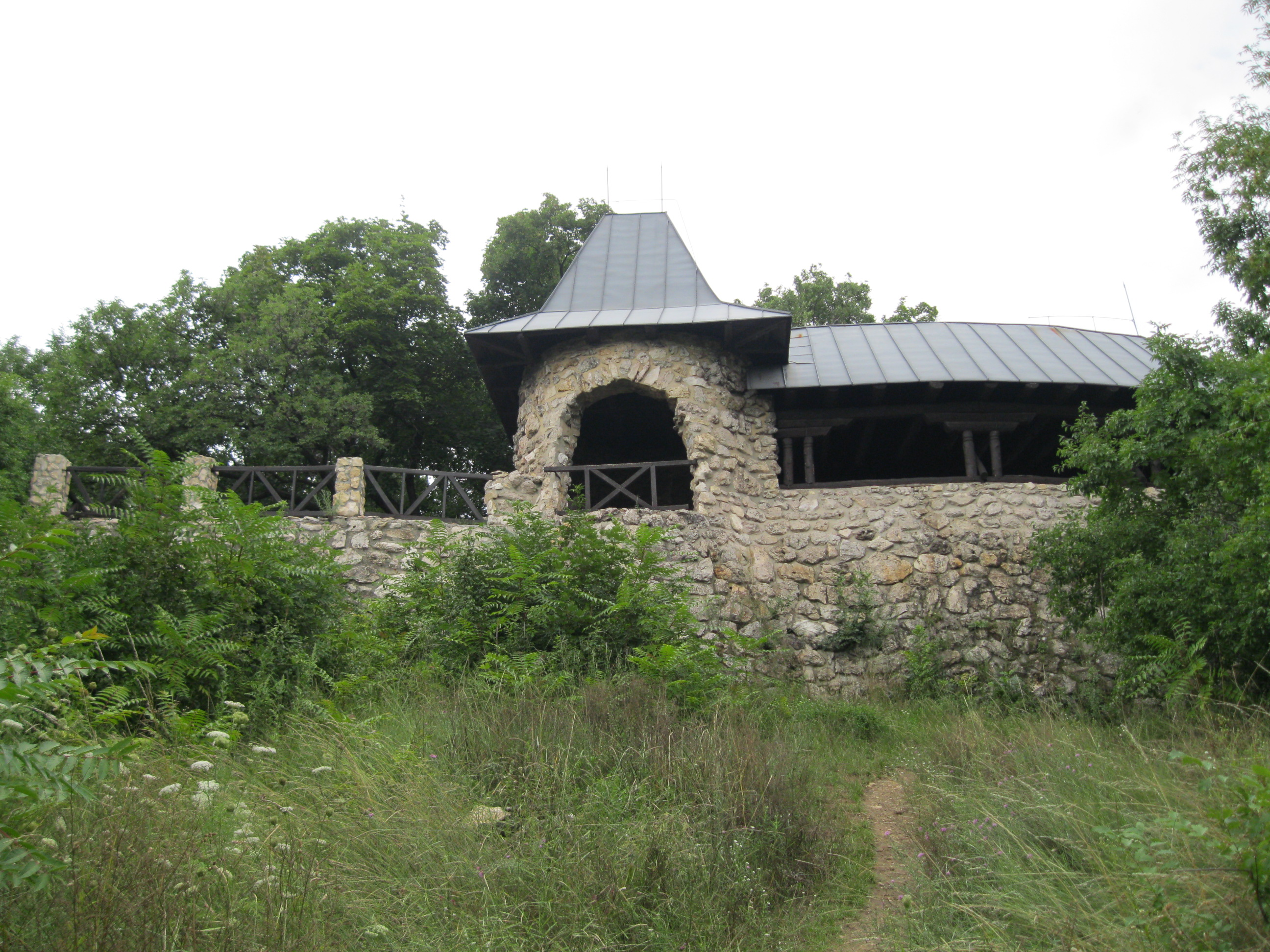
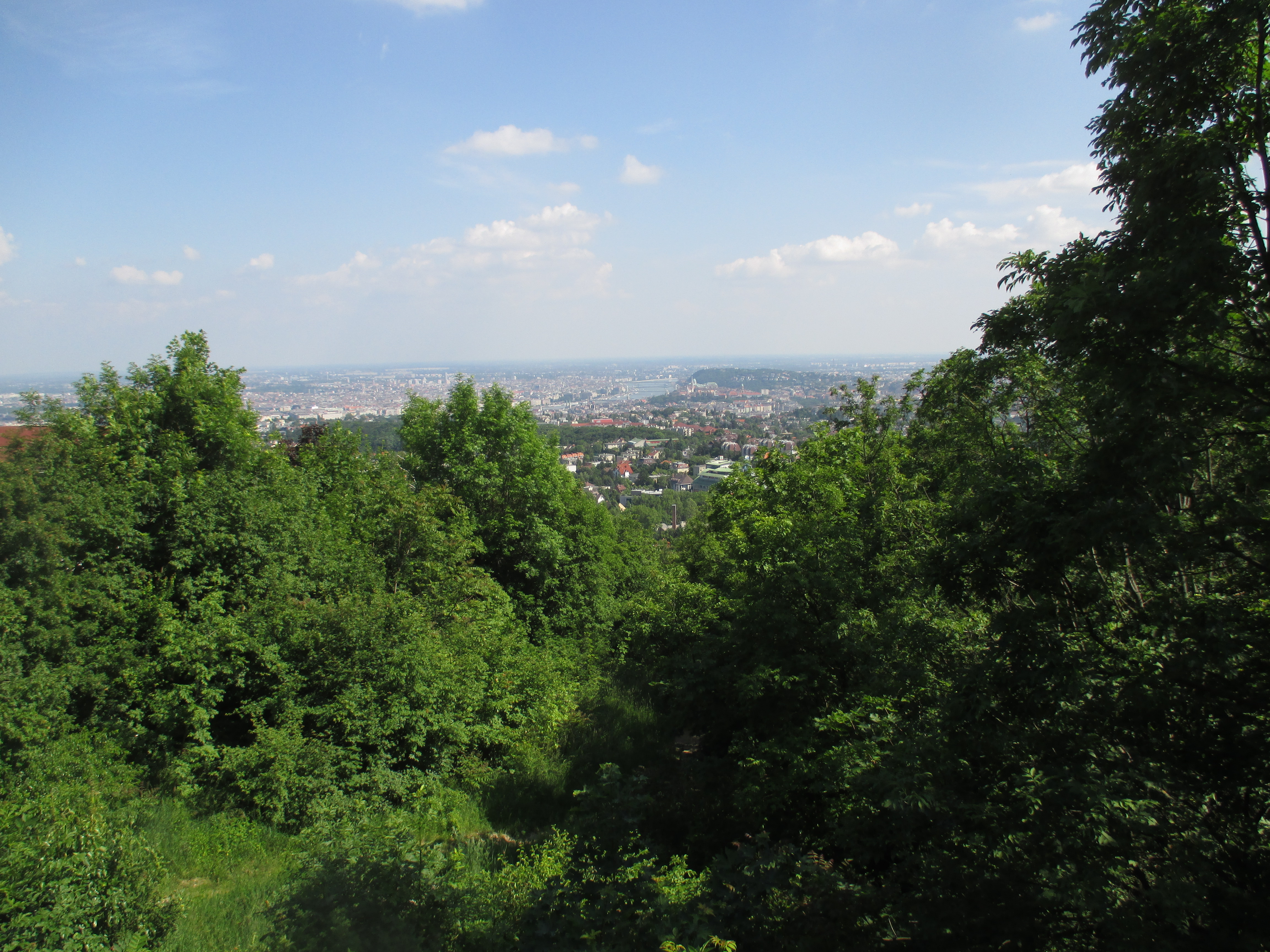
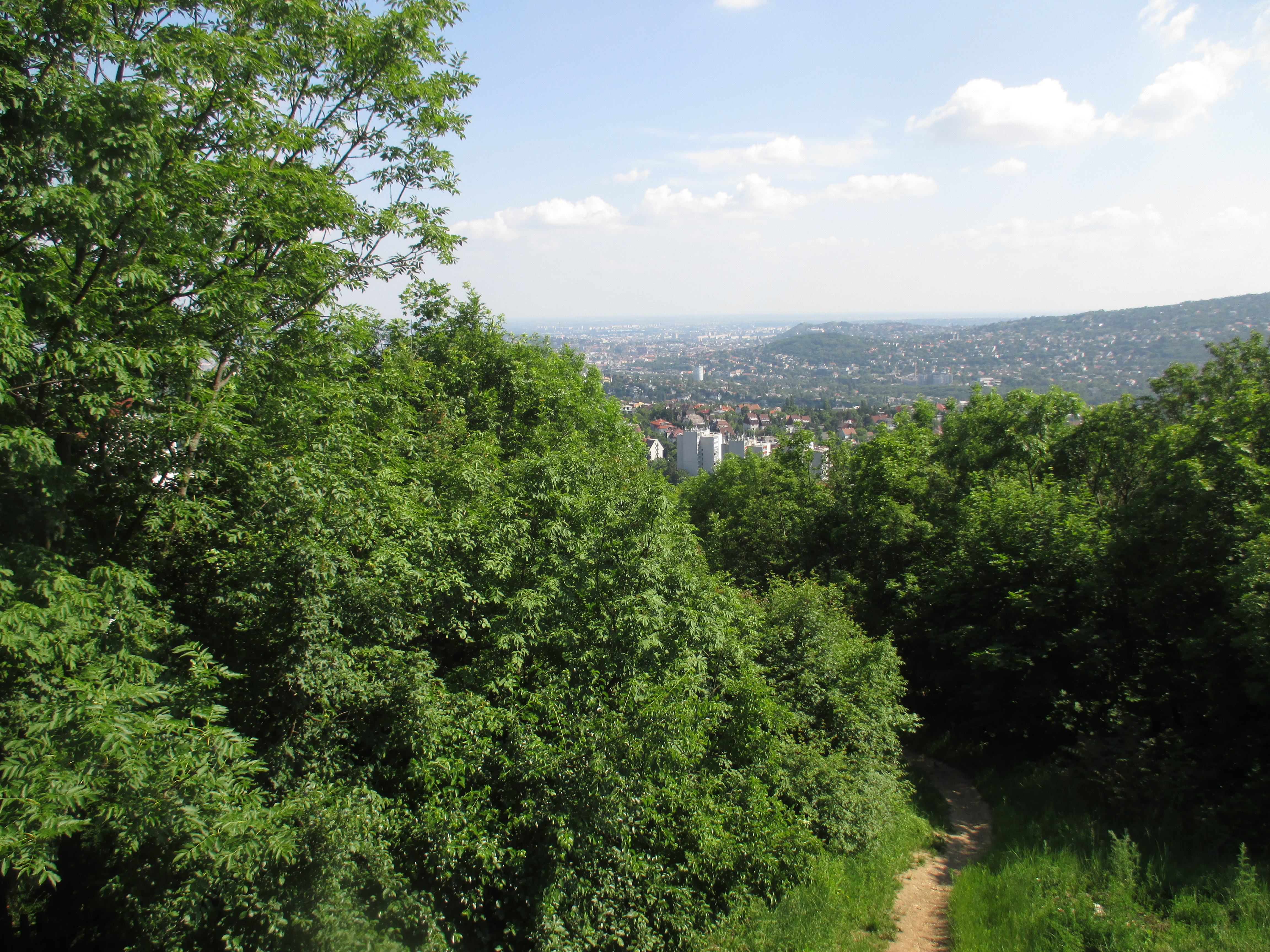